# Маттезон, Иоганн
Иоганн Маттезон (нем. Johann Mattheson; 28 сентября 1681, Гамбург — 17 апреля 1764, Гамбург) — немецкий композитор, музыкальный критик, теоретик музыки, лексикограф.

## Биография
C 1696 года — певец, с 1699 года также капельмейстер в оперном театре Гамбурга. Его учителями были И. Н. Ганфф, И. Герстенбюттель и И. Тайле, ученик И. Розенмюллера. С 1728 года из-за глухоты прекратил капельмейстерскую службу.
Автор свыше сотни трудов по истории и теории музыки. Среди них трёхтомный «Оркестр» — научно-популярное универсальное руководство по музыке для «галантных господ», то есть просвещённых любителей («Das neu-eröffnete Orchestre», 1713; «Das beschützte Orchestre», 1717; «Das forschende Orchestre», 1721), «Совершенный капельмейстер» («Der vollkommene Capellmeister», 1739) и «Основание триумфальной арки» («Grundlage einer Ehren-Pforte», 1740) — труд, содержащий биографии выдающихся музыкантов его времени (в числе прочих — первая биография Г. Ф. Генделя, с которым Маттезона связывала дружба).
Маттезон — автор нескольких опер, в том числе «Плеяды» (первая в творческой биографии композитора, 1699), «Клеопатра» (1704), «Борис Годунов, или Коварством достигнутый трон» (на собственный текст, 1710; считается первой оперой на русский сюжет; впервые исполнена лишь в 2007 году).
Похоронен в крипте церкви Святого Михаила в Гамбурге. Среди его учеников — Я. В. Лустиг-младший, известный также под псевдонимом «Конрад Вольгемут».